# هلن اسکوبار
هلن اسکوبار (اسپانیایی: Hellen Escobar‎؛ زاده ۳ مارس ۱۹۹۹) وزنه‌بردار زن اهل کلمبیا است.
وی در مسابقات کشوری و بین‌المللی در مجموع برندهٔ ۲ مدال طلا، ۱ مدال نقره، ۱ مدال برنز شده‌است.